# Cinnyris superbus
Cinnyris superbus е вид птица от семейство Nectariniidae.